# Formula Regional Japanese Championship 2022
Die Formula Regional Japanese Championship 2022 (offiziell 2022年のフォーミュラ・リージョナル・ジャパニーズ・チャンピオンシップ) war die dritte Saison der Formula Regional Japanese Championship als FIA-zertifizierte Formel-Regional-Rennserie. Es gab 17 Rennen in Japan. Die Saison begann am 3. April in Oyama und endete am 11. Dezember in Suzuka.

## Teams und Fahrer
Alle Teams und Fahrer verwendeten das Dome-Chassis F111/3, einen aufgeladenen 1,75-Liter-Turbomotor von Alfa Romeo-Autotecnica und Reifen von Dunlop.
| Team                     | Auto # | Fahrer            | Status | Rennwochenende | Quelle |
| ------------------------ | ------ | ----------------- | ------ | -------------- | ------ |
| Sutekina Racing Team     | 03     | Ryunosuke Sawa    |        | 1              |        |
| Sutekina Racing Team     | 03     | Riki Okusa        |        | 4–5            |        |
| B-Max Racing Team        | 04     | Nobuhiro Imada    | M      | 1, 6           |        |
| B-Max Racing Team        |        | Takumi            |        | —              |        |
| Team LeMans with OIRC    | 06     | Yoshiaki Katayama |        | 1–5            |        |
| Super License            | 07     | Takashi Hata      | M      | 2–6            |        |
| Super License            | 08     | Miki Koyama       |        | Alle           |        |
| Rn-sports                | 11     | Hirobon           | M      | 1–5            |        |
| Rn-sports                | 11     | Masayuki Ueda     | M      | 6              |        |
| Rn-sports                | 78     | Motoki Takami     | M      | 6              |        |
| Eagle Sports             | 14     | Yuki Tanaka       | M      | Alle           |        |
| Eagle Sports             | 29     | Yasushi Ide       | M      | 5              |        |
| NILZZ Racing             | 18     | Yuki              | M      | 5              |        |
| N-Speed                  | 23     | Yugo              | M      | 5              |        |
| CMS motor sports project | 34     | Masaru Miura      | M      | Alle           |        |
| TOM’S Formula            | 45     | Yorikatsu Tsujiko | M      | 1–2, 5         |        |
| TOM’S Formula            | 45     | Kazuki Oki        |        | 3–4, 6         |        |
| Bionick Jack Racing      | 97     | Sota Ogawa        |        | Alle           |        |

Anmerkungen
1. ↑  Diese Fahrer wurden von den jeweiligen Teams eingeplant und auch bestätigt, kamen jedoch nie zu einem Einsatz

## Rennkalender
Der Rennkalender wurde am 25. November 2021 veröffentlicht. Es gab sechs Veranstaltungen auf fünf Strecken zu je zwei oder drei Rennen. Im Vergleich zum Vorjahr flog kein Rennen raus, neu hinzu kam ein zweites Rennwochenende in Oyama.
| Nr. | Datum         | Rennstrecke                                 | Sieger            | Zweiter           | Dritter           | Pole-Position     | Schnellste Rennrunde |
| --- | ------------- | ------------------------------------------- | ----------------- | ----------------- | ----------------- | ----------------- | -------------------- |
| 01. | 02. April     | Fuji Speedway (Oyama 1)                     | Ryunosuke Sawa    | Miki Koyama       | Yoshiaki Katayama | Ryunosuke Sawa    | Ryunosuke Sawa       |
| 02. | 03. April     | Fuji Speedway (Oyama 1)                     | Ryunosuke Sawa    | Miki Koyama       | Yoshiaki Katayama | Ryunosuke Sawa    | Ryunosuke Sawa       |
| 03. | 03. April     | Fuji Speedway (Oyama 1)                     | Ryunosuke Sawa    | Sota Ogawa        | Miki Koyama       | Ryunosuke Sawa    | Ryunosuke Sawa       |
| 04. | 25. Juni      | Okayama International Circuit (Mimasaka)    | Yoshiaki Katayama | Miki Koyama       | Sota Ogawa        | Yoshiaki Katayama | Yoshiaki Katayama    |
| 05. | 26. Juni      | Okayama International Circuit (Mimasaka)    | Miki Koyama       | Sota Ogawa        | Yoshiaki Katayama | Yoshiaki Katayama | Miki Koyama          |
| 06. | 26. Juni      | Okayama International Circuit (Mimasaka)    | Miki Koyama       | Yoshiaki Katayama | Sota Ogawa        | Yoshiaki Katayama | Miki Koyama          |
| 07. | 02. Juli      | Twin Ring Motegi (Motegi)                   | Miki Koyama       | Yoshiaki Katayama | Sota Ogawa        | Miki Koyama       | Miki Koyama          |
| 08. | 02. Juli      | Twin Ring Motegi (Motegi)                   | Miki Koyama       | Kazuki Oki        | Masaru Miura      | Miki Koyama       | Miki Koyama          |
| 09. | 03. Juli      | Twin Ring Motegi (Motegi)                   | Miki Koyama       | Sota Ogawa        | Yoshiaki Katayama | Miki Koyama       | Miki Koyama          |
| 10. | 23. Juli      | Sportsland SUGO (Sugō)                      | Sota Ogawa        | Miki Koyama       | Hirobon           | Sota Ogawa        | Miki Koyama          |
| 11. | 24. Juli      | Sportsland SUGO (Sugō)                      | Kazuki Oki        | Miki Koyama       | Yoshiaki Katayama | Kazuki Oki        | Sota Ogawa           |
| 12. | 24. Juli      | Sportsland SUGO (Sugō)                      | Miki Koyama       | Sota Ogawa        | Riki Okusa        | Miki Koyama       | Riki Okusa           |
| 13. | 10. September | Fuji Speedway (Oyama 2)                     | Riki Okusa        | Miki Koyama       | Yoshiaki Katayama | Miki Koyama       | Yoshiaki Katayama    |
| 14. | 10. September | Fuji Speedway (Oyama 2)                     | Miki Koyama       | Sota Ogawa        | Riki Okusa        | Riki Okusa        | Miki Koyama          |
| 15. | 11. September | Fuji Speedway (Oyama 2)                     | Sota Ogawa        | Miki Koyama       | Yoshiaki Katayama | Riki Okusa        | Miki Koyama          |
| 16. | 10. Dezember  | Suzuka International Racing Course (Suzuka) | Sota Ogawa        | Miki Koyama       | Takashi Hata      | Kazuki Oki        | Sota Ogawa           |
| 17. | 11. Dezember  | Suzuka International Racing Course (Suzuka) | Kazuki Oki        | Sota Ogawa        | Miki Koyama       | Sota Ogawa        | Kazuki Oki           |

## Wertungen

### Punktesystem
Bei jedem Rennen bekamen die ersten zehn des Rennens 25, 18, 15, 12, 10, 8, 6, 4, 2 bzw. 1 Punkt(e). Es gab keine Punkte für die Pole-Position und die schnellste Rennrunde. Für die Teamwertung wurde jeweils der beste Fahrer pro Rennen gezählt.
| Punkteverteilung | Punkteverteilung | Punkteverteilung | Punkteverteilung | Punkteverteilung | Punkteverteilung | Punkteverteilung | Punkteverteilung | Punkteverteilung | Punkteverteilung | Punkteverteilung | Punkteverteilung | Punkteverteilung |
| ---------------- | ---------------- | ---------------- | ---------------- | ---------------- | ---------------- | ---------------- | ---------------- | ---------------- | ---------------- | ---------------- | ---------------- | ---------------- |
| Platz            | 1                | 2                | 3                | 4                | 5                | 6                | 7                | 8                | 9                | 10               | PP               | SR               |
| Punkte           | 25               | 18               | 15               | 12               | 10               | 8                | 6                | 4                | 2                | 1                | –                | –                |

### Fahrerwertung
| Pos. | Fahrer      | FU1 | FU1 | FU1 | OKA | OKA | OKA | MOT | MOT | MOT | SUG | SUG | SUG | FU2 | FU2 | FU2 | SUZ | SUZ | Punkte |
| Pos. | Fahrer      | R1  | R2  | R3  | R1  | R2  | R3  | R1  | R2  | R3  | R1  | R2  | R3  | R1  | R2  | R3  | R1  | R2  | Punkte |
| ---- | ----------- | --- | --- | --- | --- | --- | --- | --- | --- | --- | --- | --- | --- | --- | --- | --- | --- | --- | ------ |
| 01   | M. Koyama   | 2   | 2   | 3   | 2   | 1   | 1   | 1   | 1   | 1   | 2   | 2   | 1   | 2   | 1   | 2   | 2   | 3   | 349    |
| 02   | S. Ogawa    | 4   | 4   | 2   | 3   | 2   | 3   | 3   | 4   | 2   | 1   | 8*  | 2   | 4   | 2   | 1   | 1   | 2   | 280    |
| 03   | Y. Katayama | 3   | 3   | 4   | 1   | 3   | 2   | 2   | DNF | 3   | 4   | 3   | 4   | 3   | 5   | 3   |     |     | 212    |
| 04   | T. Hata     |     |     |     | 6   | 6   | 4   | 6   | DNF | 5   | 5   | 4   | 6   | 6   | 4   | 6   | 3   | 4   | 131    |
| 05   | Hirobon     | 5   | 5   | 5   | 4   | 5   | 6   | 7*  | DNS | DNF | 3   | 6   | 5   | 5   | 6   | 4   |     |     | 129    |
| 06   | M. Miura    | 7   | 7   | 8   | 5   | 7   | 7   | DNF | 3   | 6   | 7   | 7   | 8   | 7   | 8   | 7   | 5   | 7   | 109    |
| 07   | K. Oki      |     |     |     |     |     |     | 4   | 2   | 4   | 8   | 1   | 7   |     |     |     | DNF | 1   | 102    |
| 08   | Y. Tanaka   | 6   | 8   | 6   | DNS | 4   | 5   | 5   | DNF | 7   | 9   | 5   | 9   | NC  | 7   | 5   | 7   | 9   | 96     |
| 09   | R. Sawa     | 1   | 1   | 1   |     |     |     |     |     |     |     |     |     |     |     |     |     |     | 75     |
| 10   | R. Okusa    |     |     |     |     |     |     |     |     |     | 6   | DNF | 3   | 1   | 3   | DNF |     |     | 63     |
| 11   | N. Imada    | 8   | 6   | 7   |     |     |     |     |     |     |     |     |     |     |     |     | 4   | 5   | 40     |
| 12   | Y. Tsujiko  | 9   | 9*  | 9   | 7   | DNF | 8   |     |     |     |     |     |     | 10  | 9   | 8   |     |     | 23     |
| 13   | M. Ueda     |     |     |     |     |     |     |     |     |     |     |     |     |     |     |     | 6   | 6   | 16     |
| 14   | M. Takami   |     |     |     |     |     |     |     |     |     |     |     |     |     |     |     | 8   | 8   | 8      |
| 15   | Yuki        |     |     |     |     |     |     |     |     |     |     |     |     | 8   | 10  | 10  |     |     | 6      |
| 16   | Y. Ide      |     |     |     |     |     |     |     |     |     |     |     |     | 9   | 11  | 9   |     |     | 4      |
| 17   | Yugo        |     |     |     |     |     |     |     |     |     |     |     |     | 11  | 12  | 11  |     |     | 0      |
| Pos. | Fahrer      | R1  | R2  | R3  | R1  | R2  | R3  | R1  | R2  | R3  | R1  | R2  | R3  | R1  | R2  | R3  | R1  | R2  | Punkte |
| Pos. | Fahrer      | FU1 | FU1 | FU1 | OKA | OKA | OKA | MOT | MOT | MOT | SUG | SUG | SUG | FU2 | FU2 | FU2 | SUZ | SUZ | Punkte |

| Legende       | Legende                        | Legende                                                              |
| Farbe         | Abkürzung                      | Bedeutung                                                            |
| ------------- | ------------------------------ | -------------------------------------------------------------------- |
| Gold          | –                              | Sieg                                                                 |
| Silber        | –                              | 2. Platz                                                             |
| Bronze        | –                              | 3. Platz                                                             |
| Grün          | –                              | 4. bis 10. Platz                                                     |
| Hellblau      | –                              | 10. Platz aufwärts (punktberechtigt)                                 |
| Blau          | –                              | Klassifiziert außerhalb der Punkteränge                              |
| Dunkelblau    | –                              | Klassifiziert innerhalb der Punkteränge aber keine Punktberechtigung |
| Violett       | DNF                            | Rennen nicht beendet (did not finish)                                |
| Violett       | NC                             | nicht klassifiziert (not classified)                                 |
| Rot           | DNQ                            | nicht qualifiziert (did not qualify)                                 |
| Rot           | DNPQ                           | in Vorqualifikation gescheitert (did not pre-qualify)                |
| Schwarz       | DSQ                            | disqualifiziert (disqualified)                                       |
| Weiß          | DNS                            | nicht am Start (did not start)                                       |
| Weiß          | WD                             | zurückgezogen (withdrawn)                                            |
| ohne          | PO                             | nur am Training teilgenommen (practiced only)                        |
| ohne          | DNP                            | nicht am Training teilgenommen (did not practice)                    |
| ohne          | INJ                            | verletzt oder krank (injured)                                        |
| ohne          | EX                             | ausgeschlossen (excluded)                                            |
| ohne          | DNA                            | nicht erschienen (did not arrive)                                    |
| ohne          | C                              | Rennen abgesagt (cancelled)                                          |
| ohne          | keine Teilnahme                |                                                                      |
| sonstige      | P/fett                         | Pole-Position                                                        |
| sonstige      | SR/kursiv                      | Schnellste Rennrunde                                                 |
| sonstige      | Q                              | Extrapunkte für Pole-Position                                        |
| sonstige      | X                              | Extrapunkte für gewonnene Positionen                                 |
| sonstige      | *                              | nicht im Ziel, aufgrund der zurückgelegten Distanz aber gewertet     |
| sonstige      | ()                             | Streichresultate                                                     |
| unterstrichen | Führender in der Gesamtwertung |                                                                      |

### Masterswertung
| Pos. | Fahrer     | FU1 | FU1 | FU1 | OKA | OKA | OKA | MOT | MOT | MOT | SUG | SUG | SUG | FU2 | FU2 | FU2 | SUZ | SUZ | Punkte |
| Pos. | Fahrer     | R1  | R2  | R3  | R1  | R2  | R3  | R1  | R2  | R3  | R1  | R2  | R3  | R1  | R2  | R3  | R1  | R2  | Punkte |
| ---- | ---------- | --- | --- | --- | --- | --- | --- | --- | --- | --- | --- | --- | --- | --- | --- | --- | --- | --- | ------ |
| 01   | Hirobon    | 1   | 1   | 1   | 1   | 2   | 3   | 3*  | DNS | DNF | 1   | 3   | 1   | 1   | 2   | 1   |     |     | 281    |
| 02   | T. Hata    |     |     |     | 3   | 3   | 1   | 2   | DNF | 1   | 2   | 1   | 2   | 2   | 1   | 3   | 1   | 1   | 267    |
| 03   | M. Miura   | 3   | 3   | 4   | 2   | 4   | 4   | DNF | 1   | 2   | 3   | 4   | 3   | 3   | 4   | 4   | 3   | 4   | 235    |
| 04   | Y. Tanaka  | 2   | 4   | 2   | DNS | 1   | 2   | 1   | DNF | 3   | 4   | 2   | 4   | NC  | 3   | 2   | 5   | 6   | 216    |
| 05   | N. Imada   | 4   | 2   | 3   |     |     |     |     |     |     |     |     |     |     |     |     | 2   | 2   | 81     |
| 06   | Y. Tsujiko | 5   | 5*  | 5   | 4   | DNF | 5   |     |     |     |     |     |     | 6   | 5   | 5   |     |     | 80     |
| 07   | M. Ueda    |     |     |     |     |     |     |     |     |     |     |     |     |     |     |     | 4   | 3   | 27     |
| 08   | Yuki       |     |     |     |     |     |     |     |     |     |     |     |     | 4   | 6   | 7   |     |     | 26     |
| 09   | Y. Ide     |     |     |     |     |     |     |     |     |     |     |     |     | 5   | 7   | 6   |     |     | 24     |
| 10   | M. Takami  |     |     |     |     |     |     |     |     |     |     |     |     |     |     |     | 6   | 5   | 18     |
| 11   | Yugo       |     |     |     |     |     |     |     |     |     |     |     |     | 7   | 8   | 8   |     |     | 14     |
| Pos. | Fahrer     | R1  | R2  | R3  | R1  | R2  | R3  | R1  | R2  | R3  | R1  | R2  | R3  | R1  | R2  | R3  | R1  | R2  | Punkte |
| Pos. | Fahrer     | FU1 | FU1 | FU1 | OKA | OKA | OKA | MOT | MOT | MOT | SUG | SUG | SUG | FU2 | FU2 | FU2 | SUZ | SUZ | Punkte |

| Legende       | Legende                        | Legende                                                              |
| Farbe         | Abkürzung                      | Bedeutung                                                            |
| ------------- | ------------------------------ | -------------------------------------------------------------------- |
| Gold          | –                              | Sieg                                                                 |
| Silber        | –                              | 2. Platz                                                             |
| Bronze        | –                              | 3. Platz                                                             |
| Grün          | –                              | 4. bis 10. Platz                                                     |
| Hellblau      | –                              | 10. Platz aufwärts (punktberechtigt)                                 |
| Blau          | –                              | Klassifiziert außerhalb der Punkteränge                              |
| Dunkelblau    | –                              | Klassifiziert innerhalb der Punkteränge aber keine Punktberechtigung |
| Violett       | DNF                            | Rennen nicht beendet (did not finish)                                |
| Violett       | NC                             | nicht klassifiziert (not classified)                                 |
| Rot           | DNQ                            | nicht qualifiziert (did not qualify)                                 |
| Rot           | DNPQ                           | in Vorqualifikation gescheitert (did not pre-qualify)                |
| Schwarz       | DSQ                            | disqualifiziert (disqualified)                                       |
| Weiß          | DNS                            | nicht am Start (did not start)                                       |
| Weiß          | WD                             | zurückgezogen (withdrawn)                                            |
| ohne          | PO                             | nur am Training teilgenommen (practiced only)                        |
| ohne          | DNP                            | nicht am Training teilgenommen (did not practice)                    |
| ohne          | INJ                            | verletzt oder krank (injured)                                        |
| ohne          | EX                             | ausgeschlossen (excluded)                                            |
| ohne          | DNA                            | nicht erschienen (did not arrive)                                    |
| ohne          | C                              | Rennen abgesagt (cancelled)                                          |
| ohne          | keine Teilnahme                |                                                                      |
| sonstige      | P/fett                         | Pole-Position                                                        |
| sonstige      | SR/kursiv                      | Schnellste Rennrunde                                                 |
| sonstige      | Q                              | Extrapunkte für Pole-Position                                        |
| sonstige      | X                              | Extrapunkte für gewonnene Positionen                                 |
| sonstige      | *                              | nicht im Ziel, aufgrund der zurückgelegten Distanz aber gewertet     |
| sonstige      | ()                             | Streichresultate                                                     |
| unterstrichen | Führender in der Gesamtwertung |                                                                      |

### Teamwertung
| Pos. | Team                     | FU1 | FU1 | FU1 | OKA | OKA | OKA | MOT | MOT | MOT | SUG | SUG | SUG | FU2 | FU2 | FU2 | SUZ | SUZ | Punkte |
| Pos. | Team                     | R1  | R2  | R3  | R1  | R2  | R3  | R1  | R2  | R3  | R1  | R2  | R3  | R1  | R2  | R3  | R1  | R2  | Punkte |
| ---- | ------------------------ | --- | --- | --- | --- | --- | --- | --- | --- | --- | --- | --- | --- | --- | --- | --- | --- | --- | ------ |
| 01   | Super License            | 2   | 2   | 3   | 2   | 1   | 1   | 1   | 1   | 1   | 2   | 2   | 1   | 2   | 1   | 2   | 2   | 3   | 349    |
| 02   | Bionick Jack Racing      | 4   | 4   | 2   | 3   | 2   | 3   | 3   | 4   | 2   | 1   | 8*  | 2   | 4   | 2   | 1   | 1   | 2   | 280    |
| 03   | Team LeMans with OIRC    | 3   | 3   | 4   | 1   | 3   | 2   | 2   | DNF | 3   | 4   | 3   | 4   | 3   | 5   | 3   |     |     | 212    |
| 04   | Rn-sports                | 5   | 5   | 5   | 4   | 5   | 6   | 7*  | DNS | DNF | 3   | 6   | 5   | 5   | 6   | 4   | 6   | 6   | 145    |
| 05   | Sutekina Racing Team     | 1   | 1   | 1   |     |     |     |     |     |     | 6   | DNF | 3   | 1   | 3   | DNF |     |     | 138    |
| 06   | TOM’S Formula            | 9   | 9*  | 9   | 7   | DNF | 8   | 4   | 2   | 4   | 8   | 1   | 7   | 10  | 9   | 8   | DNF | 1   | 125    |
| 07   | CMS motor sports project | 7   | 7   | 8   | 5   | 7   | 7   | DNF | 3   | 6   | 7   | 7   | 8   | 7   | 8   | 7   | 5   | 7   | 109    |
| 08   | Eagle Sports             | 6   | 8   | 6   | DNS | 4   | 5   | 5   | DNF | 7   | 9   | 5   | 9   | 9   | 7   | 5   | 7   | DNF | 96     |
| 09   | B-Max Racing             | 8   | 6   | 7   |     |     |     |     |     |     |     |     |     |     |     |     | 4   | 5   | 40     |
| 10   | NILZZ Racing             |     |     |     |     |     |     |     |     |     |     |     |     | 8   | 10  | 10  |     |     | 6      |
| 11   | N-Speed                  |     |     |     |     |     |     |     |     |     |     |     |     | 11  | 12  | 11  |     |     | 0      |
| Pos. | Team                     | R1  | R2  | R3  | R1  | R2  | R3  | R1  | R2  | R3  | R1  | R2  | R3  | R1  | R2  | R3  | R1  | R2  | Punkte |
| Pos. | Team                     | FU1 | FU1 | FU1 | OKA | OKA | OKA | MOT | MOT | MOT | SUG | SUG | SUG | FU2 | FU2 | FU2 | SUZ | SUZ | Punkte |

| Legende       | Legende                        | Legende                                                              |
| Farbe         | Abkürzung                      | Bedeutung                                                            |
| ------------- | ------------------------------ | -------------------------------------------------------------------- |
| Gold          | –                              | Sieg                                                                 |
| Silber        | –                              | 2. Platz                                                             |
| Bronze        | –                              | 3. Platz                                                             |
| Grün          | –                              | 4. bis 10. Platz                                                     |
| Hellblau      | –                              | 10. Platz aufwärts (punktberechtigt)                                 |
| Blau          | –                              | Klassifiziert außerhalb der Punkteränge                              |
| Dunkelblau    | –                              | Klassifiziert innerhalb der Punkteränge aber keine Punktberechtigung |
| Violett       | DNF                            | Rennen nicht beendet (did not finish)                                |
| Violett       | NC                             | nicht klassifiziert (not classified)                                 |
| Rot           | DNQ                            | nicht qualifiziert (did not qualify)                                 |
| Rot           | DNPQ                           | in Vorqualifikation gescheitert (did not pre-qualify)                |
| Schwarz       | DSQ                            | disqualifiziert (disqualified)                                       |
| Weiß          | DNS                            | nicht am Start (did not start)                                       |
| Weiß          | WD                             | zurückgezogen (withdrawn)                                            |
| ohne          | PO                             | nur am Training teilgenommen (practiced only)                        |
| ohne          | DNP                            | nicht am Training teilgenommen (did not practice)                    |
| ohne          | INJ                            | verletzt oder krank (injured)                                        |
| ohne          | EX                             | ausgeschlossen (excluded)                                            |
| ohne          | DNA                            | nicht erschienen (did not arrive)                                    |
| ohne          | C                              | Rennen abgesagt (cancelled)                                          |
| ohne          | keine Teilnahme                |                                                                      |
| sonstige      | P/fett                         | Pole-Position                                                        |
| sonstige      | SR/kursiv                      | Schnellste Rennrunde                                                 |
| sonstige      | Q                              | Extrapunkte für Pole-Position                                        |
| sonstige      | X                              | Extrapunkte für gewonnene Positionen                                 |
| sonstige      | *                              | nicht im Ziel, aufgrund der zurückgelegten Distanz aber gewertet     |
| sonstige      | ()                             | Streichresultate                                                     |
| unterstrichen | Führender in der Gesamtwertung |                                                                      |